# Alcis joukli
Alcis joukli là một loài bướm đêm trong họ Geometridae.